# Adam Czarnocki
Adam Czarnocki, pseudonimo di Zorian Dolega-Chodakowski (Podhajnej, 4 giugno 1784 – Pietrowskoje, 17 novembre 1825), è stato un archeologo, slavista ed etnografo polacco.

## Biografia
Nel 1809 fu arrestato dalle autorità zariste a causa di una sua lettera nella quale esprimeva la volontà di unirsi alle truppe polacche alleate di Napoleone Bonaparte. Fu deportato a Omsk ma dopo il fallimento della campagna napoleonica in Russia, tornò ai suoi studi.
Grazie alla protezione di Adam Kazimierz Czartoryski, poté entrare a lavorare all'Università di Vilnius a condizione di essere posto sotto osservazione. Czarnocki presentò dei progetti di ricerca che furono però respinti da una commissione dell'università, composta da Jan e Jedzrej Sniadeccy e Stanislaw Jundzill. Si rivolse perciò altrove e ottenne dei fondi in Russia, cosicché nel luglio 1820 poté intraprendere delle ricerche etnografiche nella Russia settentrionale. I fondi però si esaurirono abbastanza prestò e nonostante gli sforzi non ne ottenne altri; cercò ugualmente di continuare il suo lavoro pur nella scarsità dei mezzi fino alla morte, avvenuta nel 1825 in circostanze ignote.

## Ricerche scientifiche e idee
Durante il periodo di Omsk riuscì ugualmente a raccogliere informazioni etnografiche sui popoli siberiani (compreso un dizionario della lingua dei Ceremissi) che poi pubblicò nel libro Bez checi podróz moja ("Il mio viaggio involontario").
Poco dopo tornò ad occuparsi di etnografia e si dedicò alle ricerche in Ucraina per quattro anni. Sulla base di quell'esperienza, nel 1818 scrisse O Slawianszczyznie przed chrzescijanstwem ("Sulla civiltà slava precristiana"), dove esprimeva l'idea che la cultura paleoslava fosse sostanzialmente unitaria e che il cristianesimo sarebbe stata la sua rovina, sia culturale che politica. Secondo Czarnocki, la Polonia per risorgere avrebbe dovuto tornare all'antica religione pagana slava. Nelle intenzioni di Czarnocki, il libro doveva costituire sia una base dalla quale partire per intraprendere ulteriori ricerche, sia una solida giustificazione per ottenere fondi per finanziare queste stesse ricerche.
Come archeologo indagò i resti delle mura di legno di alcune città slave dell'alto medioevo, e i kurgan in Volinia, Podolia e Galizia. Come etnografo raccolse anche una gran quantità di canzoni popolari, soprattutto dell'Ucraina, ma anche della Polonia, Bielorussia e Russia, che poi pubblicò in Spiewów slowianskich pod strzecha wiejska zbieranych ("Canzoni slave raccolte in campagna").